# Dschibuti
Dschibuti [dʒiˈbuːti] (arabisch جيبوتي, DMG Ǧībūtī, französisch Djibouti, Somali Jabuuti, Afar Gabuuti) ist eine Republik in Ostafrika an der Meerenge Bab al-Mandab. Sie grenzt im Norden an Eritrea, im Westen und im Süden an Äthiopien und im Südosten an Somalia bzw. das international nicht anerkannte Somaliland sowie im Osten an den Golf von Aden und das Rote Meer. Der Jemen liegt wenige Kilometer entfernt auf der anderen Seite des Roten Meeres. Mit einer Fläche von 23.200 km² ist der Staat etwa so groß wie Mecklenburg-Vorpommern.
Dschibuti wurde 1977 von Frankreich unabhängig. Die Bevölkerung besteht zu etwa 60 % aus Somali und zu 35 % aus Afar.

## Geographie

### Naturraum

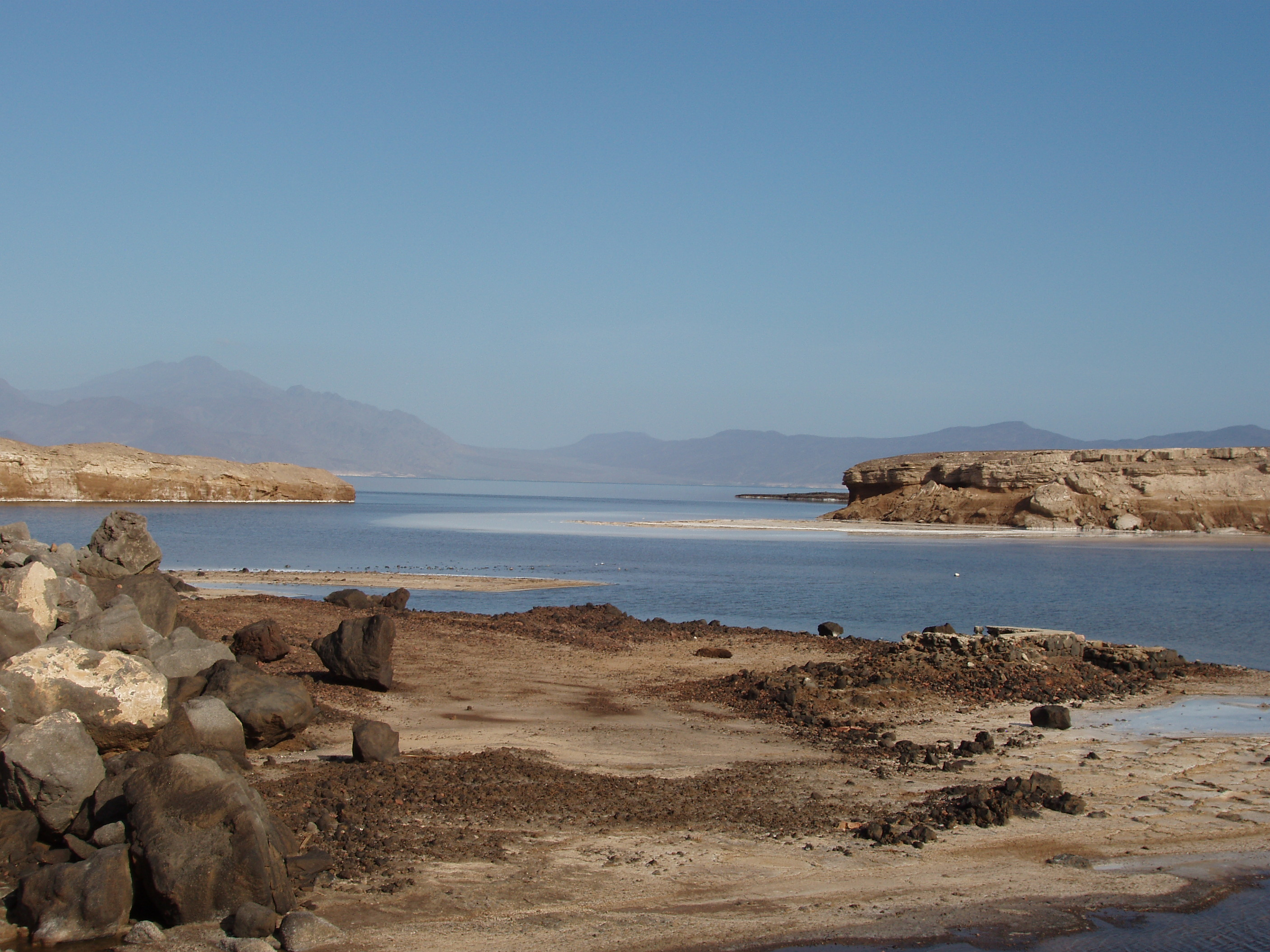
Ufer des Assalsees

Die vielgestaltige Wüstenlandschaft Dschibutis umschließt hufeisenförmig die weit ins Land reichende Bucht von Tadjoura. Einst lag das Land unterhalb des Meeresspiegels, worauf zahlreiche Korallenriffe hinweisen. Die Küste und die ihr vorgelagerten Inseln, Korallenriffe und Unterwasservulkane gelten als Taucherparadies. Dschibuti ist in starkem Maße vulkanisch geprägt; der Vulkan Ardoukoba ist erst 1978 entstanden. Landschaftlich besteht das Territorium zum Teil aus dem großen Senkungsfeld der ariden Afar-Tiefebene, die sich teilweise weit unter das Niveau des Meeresspiegels hinabsenkt. Die größte Tiefe liegt im Assalsee bei 155 m unter dem Niveau des Meeresspiegels. Wenige Kilometer östlich davon geht der See Ghoubet in den Golf von Tadjoura über.
Die Danakil-Berge im Norden bestehen aus kristallinen Massengesteinen und jüngeren Basaltdecken. Sie erreichen ihre größte Erhebung an der Grenze zu Äthiopien und Eritrea im Mousa Alli mit 2028 m. Im Süden des Landes sind Ebenen und Basaltdecken vorherrschend. In seinen abflusslosen Senken und Salzpfannen verdunstet das nur zeitweilig zuströmende Wasser der Wadis; bizarre Salz- und Gipsformationen säumen die Ufer des Assalsees (57 km²) und des Abbe-Sees. Er wird über den Gamarisee von dem äthiopischen Fluss Awash gespeist, der sich – von Westen her kommend – in einem System von mehreren unbesiedelten Salzbecken verliert.

### Klima
Da das Land relativ klein ist, befindet es sich in einer einheitlichen Klimazone und kennt keine großen Klimaunterschiede. Die einzigen nennenswerten Schwankungen gibt es bezüglich der Höhenlage des jeweiligen Ausgangspunktes. Hierbei gibt es im Wesentlichen zwei Unterscheidungen: die Küstenlinie und die Depressionen sowie die etwas höher gelegenen Regionen im Norden und Süden.
An der Küste herrscht das ganze Jahr über für europäische Begriffe Hochsommer, Dschibuti-Stadt ist eine der heißesten Städte Afrikas. Im Januar bewegen sich die Temperaturen in der Gegend um Dschibuti zwischen 27 und 30 °C, während es in der Nacht auf ca. 20–22 °C abkühlt. Ab April beginnen die Temperaturen sprunghaft zu steigen, um von Juni bis August 39–42 °C zu erreichen. In der Nacht sinkt die Temperatur in der Regel nicht unter 30 °C. Erst ab Oktober beginnen sich die Temperaturen wieder um die 30-°C-Marke einzupendeln. Die Hitzerekorde in Dschibuti betragen 45,9 °C für die Monate Juni und Juli und 45,8 °C für August. Absolutes Minimum sind 16 °C, die in Januar- und Februarnächten gemessen wurden.
Die Luftfeuchtigkeit ist ganzjährig eher hoch, mit 70–75 % in den Wintermonaten und einem kleinen Einbruch auf ca. 45 % im Hochsommer. Die Hitze wird dadurch häufig unerträglich. Der Niederschlag hält sich das ganze Jahr über in Grenzen, im Schnitt gibt es an nur 15 Tagen im Jahr Regen, der sich auf 140–170 mm insgesamt beläuft. Der spärliche Regen fällt am ehesten im Winter oder bei Gewittern.
Die Meerestemperaturen bewegen sich im Winter bei 25–27 °C, im Sommer erreichen sie oft 30 °C. An den Küsten gibt es häufig morgendliche Winternebel. Ähnliche klimatische Bedingungen weisen die Depressionen und die Salzpfannen, vor allem rund um den Assalsee auf. Das zum Teil 500 bis knapp 2000 m hoch gelegene Hinterland (z. B. Danakilberge) ist etwas feuchter, Niederschläge gibt es aber auch hier nur in der Form seltener Platzregen. Die Temperaturen sinken in der Nacht weiter, am Tag herrschen außer in größerer Höhe ungefähr dieselben Werte wie an der Küste.
|                       | Jan  | Feb  | Mär  | Apr  | Mai  | Jun  | Jul  | Aug  | Sep  | Okt  | Nov  | Dez  |   |      |
| Mittl. Tagesmax. (°C) | 28,7 | 29,0 | 30,2 | 32,0 | 34,9 | 39,0 | 41,7 | 41,2 | 37,2 | 33,1 | 30,8 | 29,3 | ⌀ | 34   |
| Mittl. Tagesmin. (°C) | 21,5 | 22,5 | 23,8 | 25,3 | 27,0 | 29,3 | 31,1 | 30,6 | 28,9 | 25,6 | 23,1 | 21,6 | ⌀ | 25,9 |
|                       |      |      |      |      |      |      |      |      |      |      |      |      |   |      |
| Niederschlag (mm)     | 10   | 19   | 20   | 29   | 17   | 0    | 6    | 6    | 3    | 20   | 22   | 11   | Σ | 163  |
|                       |      |      |      |      |      |      |      |      |      |      |      |      |   |      |
| Sonnenstunden (h/d)   | 7,9  | 7,7  | 8,5  | 9,1  | 10,2 | 9,5  | 8,4  | 8,9  | 9,3  | 9,6  | 9,5  | 8,8  | ⌀ | 9    |
|                       |      |      |      |      |      |      |      |      |      |      |      |      |   |      |
| Regentage (d)         | 2    | 3    | 1    | 2    | 1    | 0    | 1    | 1    | 0    | 2    | 2    | 1    | Σ | 16   |
|                       |      |      |      |      |      |      |      |      |      |      |      |      |   |      |
| Wassertemperatur (°C) | 25   | 25   | 27   | 29   | 29   | 29   | 29   | 29   | 29   | 29   | 27   | 27   | ⌀ | 27,8 |
|                       |      |      |      |      |      |      |      |      |      |      |      |      |   |      |
| Luftfeuchtigkeit (%)  | 74   | 73   | 73   | 75   | 70   | 57   | 43   | 46   | 60   | 67   | 71   | 71   | ⌀ | 64,9 |

| 21,5 |

| 22,5 |

| 23,8 |

| 25,3 |

| 27,0 |

| 29,3 |

| 31,1 |

| 30,6 |

| 28,9 |

| 25,6 |

| 23,1 |

| 21,6 |

| 21,5 |

| 22,5 |

| 23,8 |

| 25,3 |

| 27,0 |

| 29,3 |

| 31,1 |

| 30,6 |

| 28,9 |

| 25,6 |

| 23,1 |

| 21,6 |

### Flora und Fauna
Aufgrund der Regenarmut bedecken Dornbuschsavannen, Halb- und Vollwüsten den größten Teil des Landes. Nur in Höhen über 1200 m findet man Akazien, Thujen, Wacholdersträucher, wilde Feigen und Ölbäume. Ein Dornbaum- und Sukkulentenwald erstreckt sich in den Hanglagen des Mousa Alli. Im Naturpark Forêt du Day konnten sich viele der sonst verschwundenen Pflanzenarten erhalten.
Wie in anderen trockenen Regionen in Afrika leben in Dschibuti Gazellen, Antilopen, Zebras, Hyänen und Schakale. Der Abbe-See im Südwesten ist bekannt für die hier zahlreich vorkommenden Ibisse, Pelikane und vor allem Flamingos.

### Urbanisierung und Städte
Im Jahr 2023 lebten 79 Prozent der Einwohner Dschibutis in Städten. Das ursprünglich nomadisch geprägte Land hat seit der Kolonialzeit eine rasante Urbanisierung durchlaufen. Bereits 1960 lebten mehr Einwohner in Städten als auf dem Land. Heute leben je nach Berechnungsmethode zwischen 70 % und 88 % der Bevölkerung in Städten; das offizielle Resultat des Zensus von 2009 ergab, dass von 818.159 Einwohnern 577.000 in städtischem Gebiet wohnen.
Die mit riesigem Abstand größte Stadt des Landes ist Dschibuti-Stadt, die von 40.000 Einwohnern im Jahre 1960 auf mittlerweile etwa 600.000 Einwohner angewachsen ist. Trotz aller Probleme, die das schnelle Wachstum von Dschibuti-Stadt mit sich bringt, gilt sie als dynamischste und reichste Stadt am Horn von Afrika, vor allem wegen des modernen und aktiven Hafens und der Kaufkraft der dschibutischen Währung. Die kleineren Städte sind in den ersten 20 Jahren nach der Unabhängigkeit langsamer gewachsen als der Landesdurchschnitt, erst seit Ende der 1990er Jahre wächst der Anteil der kleinen Städte an der Gesamtbevölkerung und erreicht heute etwa 10 %.
Die fünf Regionen des Landes sind nur sehr schwach urbanisiert, keine der Regionen hat eine Stadtbevölkerung von mehr als 50 %. In der Regel stellen nomadisch lebende Menschen außerhalb der Hauptstadt die Mehrheit der Bevölkerung.
| Stadt           | Einwohner 1983 | Einwohner 2009 |
| --------------- | -------------- | -------------- |
| Dschibuti-Stadt | 213.083        | 475.322        |
| Ali Sabieh      | 005.321        | 022.630        |
| Dikhil          | 005.388        | 019.347        |
| Tadjoura        | 003.466        | 012.157        |
| Obock           | 001.732        | 009.933        |
| Arta            | k. A.          | 011.043        |

## Bevölkerung

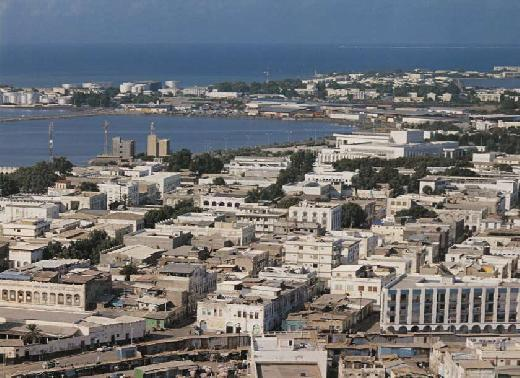
Blick auf Dschibuti-Stadt

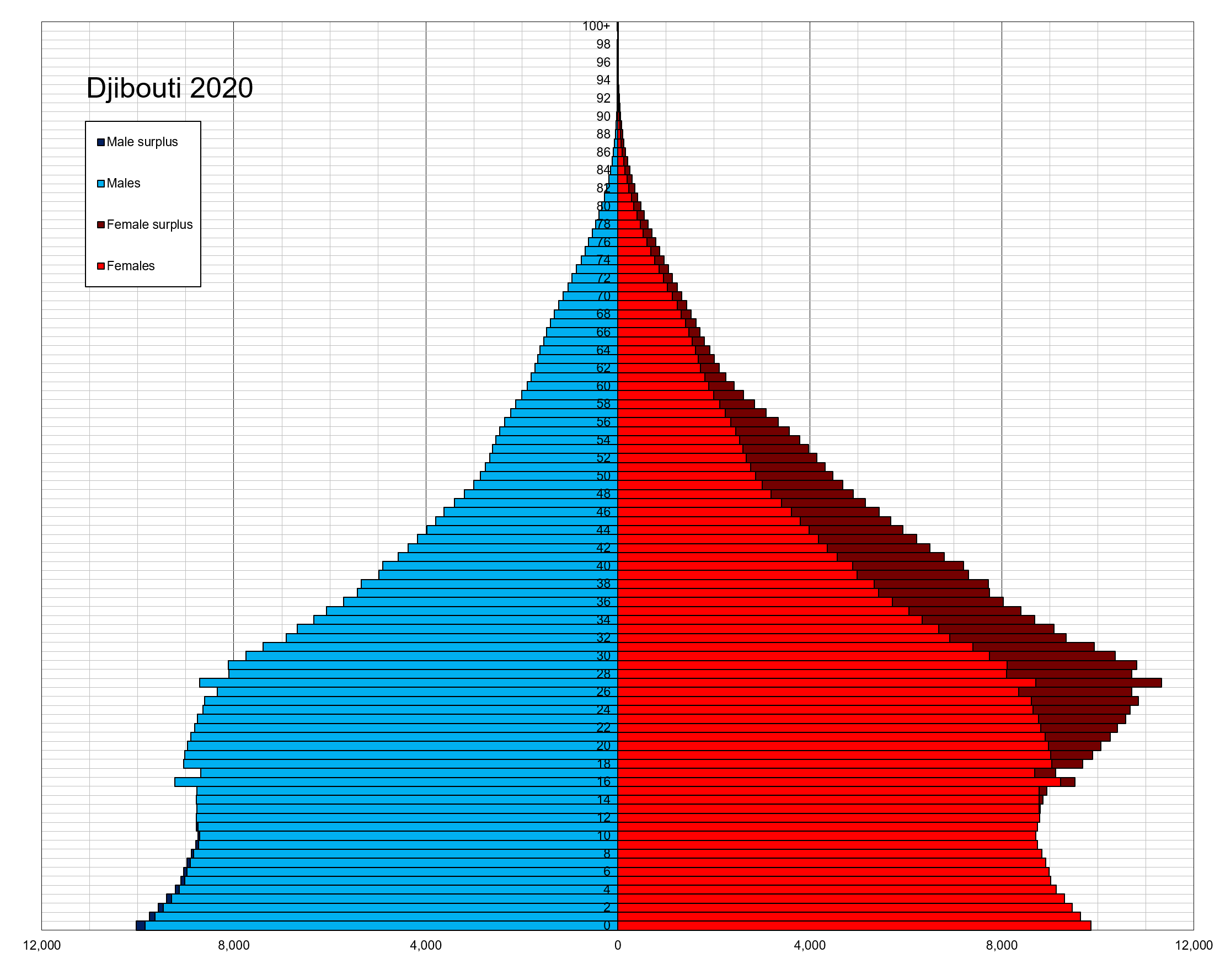
Bevölkerungspyramide Dschibutis (2020)

### Demographie
Dschibuti hatte 2022 1,1 Millionen Einwohner. Das jährliche Bevölkerungswachstum betrug + 1,4 %. Zum Bevölkerungswachstum trug ein Geburtenüberschuss (Geburtenziffer: 21,9 pro 1000 Einwohner vs. Sterbeziffer: 9,0 pro 1000 Einwohner) bei. Die Anzahl der Geburten pro Frau lag 2022 statistisch bei 2,8. Die Lebenserwartung der Einwohner Dschibutis ab der Geburt lag 2022 bei 62,9 Jahren. Der Median des Alters der Bevölkerung lag im Jahr 2021 bei 23,7 Jahren. Im Jahr 2023 waren 30,0 Prozent der Bevölkerung unter 15 Jahre, während der Anteil der über 64-Jährigen 4,6 Prozent der Bevölkerung betrug.
| Jahr | Einwohner | Jahr | Einwohner |
| ---- | --------- | ---- | --------- |
| 1950 | 062.000   | 1990 | 590.400   |
| 1960 | 083.600   | 2000 | 717.600   |
| 1970 | 160.600   | 2010 | 851.000   |
| 1980 | 358.900   | 2020 | 988.000   |

### Bevölkerungsstruktur und Sprachen
Die beiden Hauptvolksgruppen Dschibutis sind die Somali (60 % der Gesamtbevölkerung) im Süden und die Afar (35 %) im Norden und Westen des Landes. Die meisten dschibutischen Somali gehören zu den Unterclans der Issa und Gadabursi, die beide zum Clan der Dir gehören; einen kleineren Anteil stellen die Isaaq. Die Afar sind eine Volksgruppe, deren Gebiet zwischen Dschibuti, Äthiopien und Eritrea aufgeteilt ist. Zwischen beiden Volksgruppen gibt es gelegentlich ethnische Spannungen; die Issa dominieren seit der Unabhängigkeit das Land politisch, während sich manche Afar marginalisiert fühlen.
Europäer (größtenteils Franzosen) und Araber (besonders Jemeniten) bilden eine Minderheit von etwa 5 % der Bevölkerung. Zusätzlich halten sich einige Zehntausend Menschen aus Somalia, Äthiopien und Eritrea im Land auf. Die Somalier erhalten in der Regel Asyl, da in ihrem Land Bürgerkrieg herrscht; unter den Äthiopiern (vor allem aus den Regionen Oromia, Somali und aus dem ehemaligen Wällo) und den Eritreern sind sowohl Flüchtlinge aufgrund von Menschenrechtsverletzungen als auch Einwanderer aus wirtschaftlichen Gründen. Das UNHCR betreibt in Ali Adde ein Flüchtlingslager. Im Jahre 2017 waren 12,1 % der Bevölkerung im Ausland geboren.
Die Amtssprachen sind Arabisch und Französisch, die wichtigsten gesprochenen Sprachen sind jedoch Somali und Afar, die beide zu den tieflandostkuschitischen Sprachen gehören. 94 % der Bevölkerung sind sunnitische Muslime. Die kleine christliche Minderheit ist größtenteils äthiopisch-orthodox; es existiert jedoch auch ein katholisches Bistum Dschibuti.

### Soziale Lage
Dschibuti ist ein hochgradig unterentwickeltes Land; die Arbeitslosenquote lag 2005 nach Regierungsschätzungen bei 60 Prozent. Die ausgeprägte Landflucht nach Dschibuti-Stadt lässt die städtische Arbeitslosigkeit weiter ansteigen, und etwa die Hälfte der Stadtbevölkerung lebt in Slums. Zwar sterben in Dschibuti kaum Menschen an Hunger, aber in Slums wie Arhiba haben die meisten Einwohner nicht ausreichend zu essen. Ein Hafenarbeiter verdiente 2005 500 dschibutische Franc (DJF) am Tag, was damals etwa 2,50 Euro entsprach. Ein Laib Brot kostete 20 DJF, im Gegensatz dazu müssen andere Lebensmittel (z. B. Früchte) und Güter teuer importiert werden. Das Entwicklungsprogramm der Vereinten Nationen zählt Dschibuti zu den Ländern mit geringer menschlicher Entwicklung.
Das autokratisch regierte Dschibuti gilt dennoch als politisch „stabil“, so dass mehrere Staaten Militärpräsenzen aufbauten, darunter die Vereinigten Staaten, Frankreich, Italien, Spanien, Japan und die Türkei. Auch bundesdeutsche Soldaten sind im Rahmen der Anti-Piraterie-Mission Atalanta zeitweise in Dschibuti stationiert. Neben Saudi-Arabien baut zuletzt auch China eine Militärbasis auf. China investiert Milliarden in die Infrastruktur Dschibutis, etwa in die Bahnstrecke Addis Abeba–Dschibuti von Äthiopien nach Dschibuti. Die Bahn wurde im Oktober 2016 eröffnet.

### Bildung
Das Bildungswesen Dschibutis ist stark von Frankreich beeinflusst. Obwohl Bemühungen von offizieller Seite in den 1990er Jahren zu einer Erhöhung der Schülerzahl führten, ist das Bildungswesen weiterhin unterhalb der Erwartungen der Bevölkerung und den Bedürfnissen eines sich entwickelnden Landes. Das Schulsystem orientiert sich am französischen Vorbild, eine Schulpflicht besteht jedoch weiterhin nicht. 2007 gab es in Dschibuti 81 öffentliche Grundschulen, 24 registrierte private Grundschulen, 12 weiterführende Schulen und 2 Berufsschulen. Die Analphabetenquote lag bei rund 30 % (22 % für Männer und 42 % für Frauen).

### Gesundheit
Eine Sozialgesetzgebung existiert nicht, auch das Gesundheitssystem ist schwach entwickelt. Die Gesundheitsausgaben des Landes betrugen im Jahr 2021 2,9 % des Bruttoinlandsprodukts. Die Lebenserwartung der Einwohner Dschibutis ab der Geburt lag 2022 bei 62,9 Jahren (Frauen: 65,5, Männer: 60,3). Die Lebenserwartung stieg von 2000 bis 2022 um 11,1 %, trotz eines Rückgangs im Jahr 2020 um 0,6 %. Die Ärztedichte beträgt 18 Ärzte pro 100 000 Einwohner. 2016 waren knapp 1,5 % der Bevölkerung mit HIV infiziert, womit Dschibuti eine der niedrigeren Raten in Afrika hatte. Die Sterblichkeit bei unter 5-jährigen betrug 2022 51,9 pro 1000 Lebendgeburten.

## Geschichte
Zur vorkolonialen Geschichte der Afar siehe: Sultanat Adal

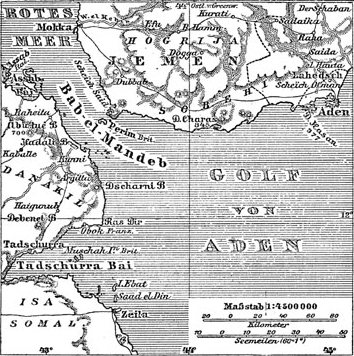
Karte des Golfs von Aden (1888)

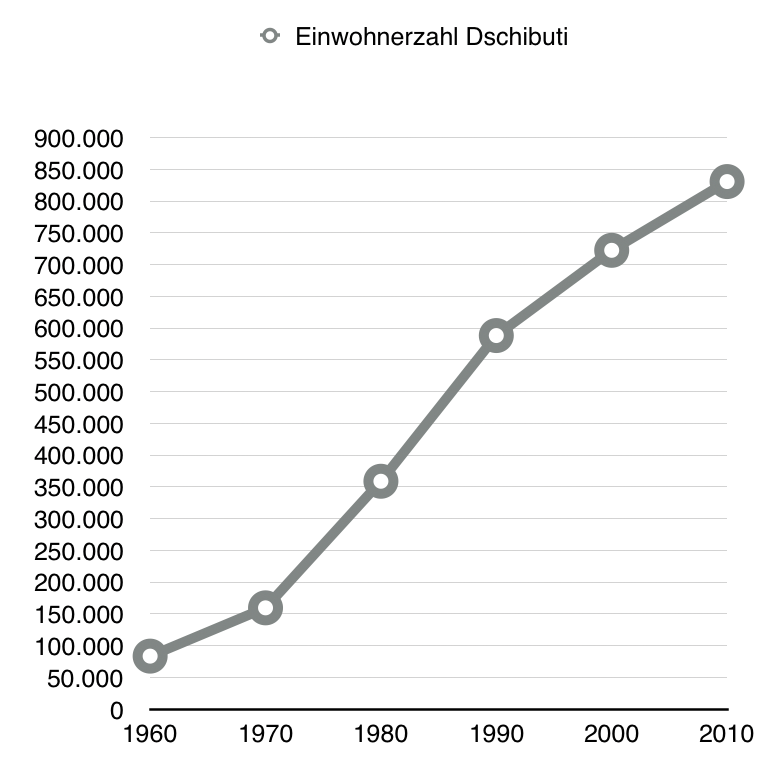
Entwicklung der Einwohnerzahl von Dschibuti, 1960 bis 2010

Ebenso wie Somalia geriet das heutige Dschibuti zwischen dem 7. und 10. Jahrhundert unter die Herrschaft arabischer Sultane, die die nomadische Hirtenbevölkerung islamisierten. Das strategische Interesse der Franzosen an dem Gebiet war durch den Bau des Sueskanals (1859–1869) erwacht. 1862 hatte Frankreich das Gebiet von Obock sowie das Küstenland erworben. Damit wollte es ein Gegengewicht zum britischen Militärhafen in Aden schaffen. 1892 nahm Frankreich Besitz von den bis dato autonomen Sultanaten der Stadt Dschibuti. 1896 wurde Dschibuti zur französischen Kolonie Französische Somaliküste mit Dschibuti als Hauptstadt erklärt. 1917 erfolgte die Fertigstellung einer 781 Kilometer langen Bahnlinie nach Addis Abeba (siehe Schienenverkehr in Äthiopien). Damit war das Gebiet für Frankreich auch von wirtschaftlichem Interesse, denn Dschibuti wurde zum wichtigsten Ausfuhrhafen des Nachbarlandes Äthiopien. In der Zeit zwischen den beiden Weltkriegen wurde das Landesinnere erschlossen.
Im Jahre 1946 erfolgte die Umwandlung der Kolonie in ein französisches Überseeterritorium. Entsprechend dem Gesetz Loi Lamine Guèye von 1946 hatten alle Bürger der Überseeischen Territorien das Wahlrecht für Wahlen zum Französischen Parlament, sodass für die Wahl dieses Gremiums ein Frauenwahlrecht bestand. Gewählt wurde jedoch in zwei Klassen (collèges).
1956 bekam Dschibuti begrenzte Autonomie durch die loi-cadre Defferre. Erst dieses Gesetz garantierte das allgemeine Wahlrecht. 1957 wurde ein eigenes Kabinett und Territorialparlament gebildet. Während die Afar diesen Status mehrheitlich beibehalten wollen, strebten viele Issa die Unabhängigkeit und den Anschluss Dschibutis an ein Groß-Somalia an. Vor allem der Issa-Führer Mahamoud Harbi setzte sich für diese Ziele ein. 1958 sprach sich die Bevölkerung in einem Referendum mehrheitlich für einen Verbleib bei Frankreich aus. Das hieß für die Afar eine Begünstigung durch die französische Kolonialherrschaft. Ein neues Referendum am 19. März 1967 führte zu Spannungen zwischen den Nachbarstaaten Äthiopien und Somalia. Die Afar sympathisierten mit Frankreich und Äthiopien, die Issa mit Somalia. Durch den Druck der französischen Behörden entspannte sich die Situation wieder und das Gebiet nannte sich seither „Französisches Afar- und Issa-Territorium“ (Territoire Français des Afars et des Issas).
Nach wiederholten Unruhen 1972 gewährte Frankreich eine weitgehende Selbstverwaltung. 1974 forderten die UNO und mehrere afrikanische Staaten die Unabhängigkeit. Nach einer erneuten Volksabstimmung kam es unter weitgehender Stimmenthaltung der Afar am 27. Juni 1977 (Nationalfeiertag) zur Unabhängigkeit von Frankreich. Erster Präsident des Landes wurde Hassan Gouled Aptidon. Der Issa-Politiker bildete zwar ein Kabinett mit allen ethnischen Gruppen – der Ministerpräsident und der Außenminister waren Afar –, dennoch äußerten Afar immer wieder Unmut über ihre zweitrangige politische Situation, was zu diversen Regierungskrisen und -umbildungen führte. Das allgemeine Wahlrecht unabhängig vom Geschlecht wurde 1977 bestätigt.
Nach seinem deutlichen Wahlsieg 1981 entschloss sich Gouled zu einer entschiedenen Haltung, erklärte Dschibuti zum Einparteienstaat unter seiner Issa-geführten Partei Rassemblement populaire pour le progrès (RPP) und verbot alle anderen Parteien.
In den folgenden Jahren konsolidierte sich die innenpolitische Lage. Am 21. März 1981 unterzeichnete der Präsident einen Freundschaftsvertrag mit dem Nachbarland Äthiopien mit einer Laufzeit von 10 Jahren. Seit 1986 agierte Dschibuti als Friedensvermittler zwischen Äthiopien und Somalia. Ab 1988 wurde Dschibuti Aufnahmeland für somalische Flüchtlinge, woraufhin sich die Beziehungen zu Somalia verschlechterten. 1989 zerstörte eine Überschwemmungskatastrophe 70 % von Dschibuti-Stadt.
1991 setzten im Norden des Landes Kampfhandlungen zwischen Afar-Rebellen und Regierungstruppen ein. Die Erfolge der Rebellen bewogen die Regierung, 1992 wieder ein Mehrparteiensystem einzuführen. Der Bürgerkrieg wurde mit einem Friedensabkommen im Dezember 1994 weitgehend beendet, ein Teil der Rebellen war noch bis 2001 aktiv. Präsident Gouled trat 1999 aus gesundheitlichen Gründen zurück. Sein Nachfolger wurde Ismail Omar Guelleh von der RPP.
Mitte 2008 kam es im umstrittenen Grenzgebiet um Ras Doumeira mehrfach zu Zusammenstößen dschibutischer Truppen mit Truppen Eritreas. Die USA und der Sicherheitsrat der Vereinten Nationen beschuldigten Eritrea der militärischen Aggression gegen Dschibuti.

## Politik

### Politisches System
Gemäß der Verfassung von 1992 ist Dschibuti eine Präsidialrepublik. Staatsoberhaupt ist der für fünf Jahre direkt vom Volk gewählte Staatspräsident, der zugleich Oberbefehlshaber der Streitkräfte ist. Er ernennt den Regierungschef und dessen Kabinett. Erster Präsident des Landes wurde Hassan Gouled Aptidon, der das Land von 1977 bis 1999 regierte. Sein Nachfolger wurde sein Neffe Ismail Omar Guelleh. 2016 wurde er nach offiziellen Zahlen mit 87 % für eine dritte Amtszeit gewählt. Bei den Wahlen am 9. April 2021 erhielt Guelleh 97,44 % der Stimmen. Die Opposition boykottierte diese größtenteils.
Die legislative Gewalt liegt bei der Nationalversammlung mit 65 für fünf Jahre direkt gewählten Abgeordneten. Die regierende Partei Rassemblement populaire pour le progrès (RPP) war von 1981 bis 1992 die einzig legale Einheitspartei und dominiert bis heute die Politik des Landes. Kritiker betrachten Dschibuti deshalb als De-facto-Einparteienstaat und werfen der Regierung autoritäre Tendenzen vor. Bei der Parlamentswahl 2003 gewannen die in der Union pour une alternative démocratique vereinigten Oppositionsparteien fast 37,6 % der Stimmen, aber sämtliche 65 Sitze gingen durch das Mehrheitswahlsystem an die von der RPP geführte Union pour la majorité présidentielle (UMP) mit 62,4 % Stimmenanteil. Die anschließenden Parlamentswahlen 2008 und 2013 wurden daher von den meisten Oppositionsparteien boykottiert. 2014 schlossen diese zwar ein Abkommen mit der Regierung zur Umsetzung von Wahlreformen, jedoch wurde dieses nicht eingehalten, so dass auch die Parlamentswahl 2018 größtenteils boykottiert wurde. Die regierende UMP erhöhte ihre Mehrheit auf 57 von 65 Sitzen. Die oppositionelle Union pour la démocratie et la justice – Parti djiboutien pour le développement (Union für Demokratie und Gerechtigkeit – Dschibutische Demokratische Partei, UDJ-PDD) gewann sieben Sitze, und das Centre des démocrates unifiés (Zentrum der Einheitlichen Demokraten, CDU) einen.
Das Rechtswesen orientiert sich am islamischen Recht; höchste Instanz ist der Oberste Gerichtshof.

### Politische Indizes
| Name des Index                     | Indexwert    | Weltweiter Rang | Interpretationshilfe | Jahr |
| ---------------------------------- | ------------ | --------------- | --- | ---- |
| Fragile States Index               | 81,6 von 120 | 48 von 179      | Stabilität des Landes: große Warnung 0 = sehr nachhaltig / 120 = sehr alarmierend Rang: 1 = fragilstes Land / 179 = stabilstes Land | 2024 |
| Demokratieindex                    | 2,7 von 10   | 132 von 167     | Autoritäres Regime 0 = autoritäres Regime / 10 = vollständige Demokratie                                                            | 2024 |
| Freedom in the World Index         | 24 von 100   | —               | Freiheitsstatus: unfrei 0 = unfrei / 100 = frei                                                                                     | 2024 |
| Rangliste der Pressefreiheit       | 25,4 von 100 | 168 von 180     | Sehr ernste Lage für die Pressefreiheit 100 = gute Lage / 0 = sehr ernste Lage                                                      | 2025 |
| Korruptionswahrnehmungsindex (CPI) | 31 von 100   | 127 von 180     | 0 = sehr korrupt / 100 = sehr sauber                                                                                                | 2024 |

### Militär und Sicherheit
Die Streitkräfte Dschibutis haben eine Truppenstärke von ungefähr 4000 Mann. Die Landstreitkräfte als größtes Kontingent bestehen aus 3500 Soldaten, sieben Regimentern und 48 gepanzerten Fahrzeugen. Die Marine verfügt über 6 Patrouillenboote. Die Luftwaffe besitzt 2 Transportflugzeuge (Cessna 208 und Let L-410) und 3 Hubschrauber (1 Eurocopter AS 355 und 2 Mil Mi-8/17).
Neben den Truppen Dschibutis sind ausländische Kontingente im Land stationiert, so auch das 5e Régiment interarmes d’outre-mer (5e RIAOM) der französischen Armee de Terre. Neben Frankreich, im Rahmen der Forces françaises stationnées à Djibouti (FFDj) (mit etwa 2000 Soldaten; 2012), und den USA (Camp Lemonnier) unterhalten auch Japan und Deutschland dort einen ständigen Stützpunkt. China hat im Dezember 2015 den Bau einer Militärbasis in Dschibuti angekündigt und berichtet im Juli 2017 Militärpersonal zur Inbetriebnahme entsendet zu haben.
Die Deutsche Marine setzt seit 2008 am Horn von Afrika Soldaten im Rahmen der Operation Atalanta ein. Die Einheiten werden jeweils für mehrere Monate an das Bab al-Mandab verlegt, um vom südlichen Roten Meer über den Golf von Aden bis in den Golf von Oman den Schiffsverkehr zu überwachen.
Die deutsche Beteiligung erfolgt seit dem 22. Dezember 2008 durch einen Beschluss des Bundestags vom 19. Dezember 2008. Das Mandat wurde seitdem immer wieder verlängert. Der Bundestag hat zuletzt am 27. Mai 2020 die Fortsetzung des Einsatzes der Bundeswehr am Horn von Afrika bis zum 31. Mai 2021 bei einer Mandatsobergrenze von 400 Soldaten beschlossen.[veraltet] Die Seestreitkräfte des Marineverbandes sichern gemeinsam mit den Koalitionspartnern die Seeverbindungslinien durch Kontrolle von verdächtigen Schiffen. Ziel ist es, den Nachschub und die Fluchtwege von vermuteten Piraten bzw. Terrorgruppen abzuschneiden.

### Verwaltungsgliederung und Dezentralisierung
Während der Kolonialzeit erfolgte die administrative Gliederung des Gebiets dem zentralistischen Vorbild Frankreichs. Es wurden neben dem Hauptstadtbezirk vier Militärbezirke eingerichtet. Nach der Unabhängigkeit behielt man diese Gliederung bei, an der Spitze der Bezirke standen zivile Verwalter, die die Zentralregierung in ihrem jeweiligen Bezirk vertraten. Erste Dezentralisierungsversuche wurden bereits 1979 zugunsten der nationalen Einheit aufgegeben, kurze Zeit später wurde aus Dschibuti ein Einparteienstaat, in dem Dezentralisierung keine Rolle spielte.
Neben der Einführung eines Mehrparteiensystems gehörte auch die Dezentralisierung zu den Vereinbarungen des Friedensvertrages vom 7. Februar 2000, der den Dschibutischen Bürgerkrieg beendete. Auch internationale Geldgeber wie die Weltbank, der internationale Währungsfonds oder das Entwicklungsprogramm der Vereinten Nationen forderten sie. Im Jahr 2002 wurde das Gesetz über die Dezentralisierung und den Status der Regionen verabschiedet. Es sieht die Gliederung des Landes in fünf Regionen und die Hauptstadt Dschibuti, die einen Sonderstatus (ville) besitzt, vor; die Hauptstadt unterteilt sich ihrerseits in drei Kommunen. Am 10. März 2006 wurden die ersten Kommunal- und Regionalwahlen abgehalten, seitdem haben die Kommunen und Regionen eine gewählte Volksvertretung und eine durch diese Volksvertretung bestimmte Exekutive. In die Zuständigkeiten der Regionen und Kommunen fallen nun der Personenstand, das Straßenbauwesen, die Verwaltung der Märkte und die Gerichte des traditionellen Gewohnheitsrechts. Es sind jedoch Fragen zur Finanzierung dieser Körperschaften offen, auch fehlt es an kompetentem Personal.
| \| Region/ ville \| Hauptstadt \| Fläche[59] (km²) \| Bevölkerung 2020[60] \| Bevölkerungsdichte (Einw./km²) \| \| ------------- \| ---------- \| ---------------- \| -------------------- \| ------------------------------ \| \| Ali Sabieh \| Ali Sabieh \| 1.875 \| 96.500 \| 43,9 \| \| Arta \| Arta \| 1.726 \| 72.200 \| 40,1 \| \| Dikhil \| Dikhil \| 6.842 \| 105.300 \| 14,6 \| \| Obock \| Obock \| 4.638 \| 50.100 \| 10,7 \| \| Tadjoura \| Tadjoura \| 6.673 \| 121.000 \| 17,0 \| \| Dschibuti \| Dschibuti \| 180 \| 603.900 \| 3019,5 \| \| Summe \| Summe \| 23.200 \| 1.049.000 \| 35,3 \| |            |              |                  |                                |
| Region/ ville | Hauptstadt | Fläche (km²) | Bevölkerung 2020 | Bevölkerungsdichte (Einw./km²) |
| Ali Sabieh | Ali Sabieh | 1.875        | 96.500           | 43,9                           |
| Arta | Arta       | 1.726        | 72.200           | 40,1                           |
| Dikhil | Dikhil     | 6.842        | 105.300          | 14,6                           |
| Obock | Obock      | 4.638        | 50.100           | 10,7                           |
| Tadjoura | Tadjoura   | 6.673        | 121.000          | 17,0                           |
| Dschibuti | Dschibuti  | 180          | 603.900          | 3019,5                         |
| Summe | Summe      | 23.200       | 1.049.000        | 35,3                           |

### Außenpolitik
Dschibuti ist Mitglied der UNO und der Arabischen Liga. Die Intergovernmental Authority on Development (IGAD) hat ihren Sitz in Dschibuti.

## Verkehr
Das unzureichend ausgebaute Straßennetz hat eine Länge von 3100 Kilometern; knapp 400 Kilometer davon sind befestigt. Die wichtigste und meistbefahrene Route führt von Dschibuti-Stadt in die äthiopische Hauptstadt Addis Abeba. Sie stellt die ökonomische Lebensader des Landes dar.
Die Hauptstadt besitzt einen modernen Tiefwasserhafen mit Freihafen und Containerterminal. Dank zahlreicher Investoren von der arabischen Halbinsel konnten zuletzt bedeutende Erweiterungen der Hafenanlagen in Doraleh errichtet werden. Seit der Fertigstellung im April 2009 verfügt das Land über einen der größten Container-Terminals der Region. Der Hafen entwickelt sich zum wichtigsten in Ostafrika.
Am südlichen Rand der Hauptstadt liegt der internationale Flughafen Dschibuti. Neben dem kleinen Zivilflughafen dient er auch als wichtiger Luftwaffenstützpunkt der USA.
Die 756 Kilometer lange normalspurige Bahnstrecke Dschibuti–Addis Abeba (davon 100 Kilometer in Dschibuti), die von der Volksrepublik China gebaut wurde, führt seit ihrer Eröffnung im Oktober 2016 wieder vom Hafen Dschibuti nach Addis Abeba. Sie ersetzt die 1917 eröffnete Schmalspurstrecke, die seit 2008 jenseits von Dire Dawa stillgelegt war.

## Wirtschaft
Die Wirtschaft Dschibutis stützt sich vor allem auf den Dienstleistungsbereich. 80,2 % des gesamten BIP wurde nach Schätzungen 2017 in diesem Sektor erwirtschaftet. Dies ist vor allem der Tatsache geschuldet, dass Dschibuti aufgrund seiner Lage an der Zufahrt zum Roten Meer ein Drehkreuz im Welthandel ist. Die Landwirtschaft hatte dagegen nur einen Anteil von 2,4 %, Erwerbstätig waren aber im gleichen Jahr 78 % der Bevölkerung in der Landwirtschaft. Die Industrie hatte einen Anteil von 17,3 % am BIP. In der Industrie dominieren Kleinbetriebe, die unter anderem Nahrungsmittel, Getränke, Textilien und Möbel herstellen. Dschibuti möchte gerne mit Hilfe chinesischer Kredite zum Industriestandort werden. Investitionen flossen zum Beispiel in den Bau einer Bahnlinie von der äthiopischen Hauptstadt Addis Abeba nach Dschibuti, in den Ausbau des Hafens und eine Sonderwirtschaftszone. Jean-Pierre Cabestan, Professor für Internationale Studien an der Hong Kong Baptist University, bezweifelt jedoch, „dass Dschibuti mehr als ein Transitzentrum für Äthiopien und die Region sein kann. Die Bevölkerung ist sehr klein und es wird sehr lange dauern, genügend Menschen für die Arbeit in Industriebetrieben auszubilden.“
Der Staatshaushalt umfasste 2016 Ausgaben von umgerechnet 885,9 Mio. US-Dollar, dem standen Einnahmen von umgerechnet 685,7 Mio. US-Dollar gegenüber. Daraus ergibt sich ein Haushaltsdefizit in Höhe von 10,6 % des BIP. Die Staatsverschuldung betrug 2014 40,5 % des BIP. Wichtigste Einnahmequelle sind die Zahlungen Frankreichs, Italiens, Japans, der USA und Chinas für die im Land stationierten Militäreinheiten in Höhe von rund 120 Mio. US-Dollar.
Die Arbeitslosenquote wird 2017 mit ca. 40 % angegeben und zählt damit zu den höchsten der Welt. 2014 wurde sie noch auf 60 % geschätzt.
| Jahr                                    | 2010  | 2015   | 2016  | 2017  | 2018  | 2019  | 2020  | 2021  | 2022  | 2023  |
| --------------------------------------- | ----- | ------ | ----- | ----- | ----- | ----- | ----- | ----- | ----- | ----- |
| BIP in Mrd. USD (Kaufkraftparität)      | 2,9   | 4,3    | 4,6   | 4,9   | 5,4   | 5,9   | 6,2   | 6,7   | 7,4   | 8,2   |
| BIP pro Kopf in USD (Kaufkraftparität)  | 3.429 | 4.649  | 4.946 | 5.225 | 5.682 | 6.036 | 6.263 | 6.654 | 7.304 | 7.989 |
| BIP-Wachstum (real)                     | 4,1 % | 7,3 %  | 7,1 % | 5,5 % | 4,8 % | 5,5 % | 1,3 % | 4,5 % | 3,9 % | 7,0 % |
| Inflation (in Prozent)                  | 2,5 % | −0,5 % | 2,4 % | 0,6 % | 0,1 % | 3,3 % | 1,8 % | 1,2 % | 5,2 % | 1,4 % |
| Staatsverschuldung (in Prozent des BIP) | 28 %  | 40 %   | 46 %  | 48 %  | 47 %  | 41 %  | 42 %  | 40 %  | 37 %  | 35 %  |

### Landwirtschaft
Wegen des allgemein trockenen Klimas und immer wieder auftretender Dürren ist Landwirtschaft in Dschibuti nur sehr beschränkt möglich. Etwa 9 % der Fläche ist als Weideland nutzbar, die extensive Viehwirtschaft wird weitgehend von Nomaden betrieben. In bescheidenem Umfang werden Gemüse, Feigen und Kaffee angebaut.
Bis zu 80 % der Nahrungsmittel werden aus dem Ausland, insbesondere aus Äthiopien, eingeführt. Gemäß einem Bericht der Weltbank ist Dschibuti daher neben Haiti eines der Länder mit der größten Ernährungsunsicherheit und hoher Anfälligkeit für Nahrungsmittelpreissteigerungen.
Um seine Ernährungssicherheit zu erhöhen, hat Dschibuti Ackerland im Sudan, in der Oromia-Region Äthiopiens und in Malawi erworben.

### Bodenschätze und Energie
Salz aus den zahlreichen Salzseen wird traditionell als Handelsgut abgebaut und in das Hochland von Äthiopien verkauft (vgl. Amole); die eigene Salzversorgung Dschibutis hängt allerdings von Importen ab. Ein US-amerikanisches Unternehmen plant eine Industrialisierung der Salzgewinnung.
Die Energieversorgung beruht vollständig auf importiertem Erdöl.

### Tourismus
Der Tourismus steht noch am Anfang. Mit dem Ausbau der entsprechenden Infrastruktur sollen vor allem Transitreisende zu einem mehrtägigen Aufenthalt bewogen werden. Gute Entwicklungsmöglichkeiten bestehen vor allem im Bereich des Angel- und Tauchtourismus.
2010 besuchten knapp 51.000 Touristen das Land. Die Tourismuseinnahmen beliefen sich 2015 auf 31 Mio. US-Dollar.

### Handel
2016 importierte Dschibuti Waren im Wert von 992 Mio. USD und zwar vor allem Nahrungsmittel, Maschinen, Kleidung, Erdöl und -produkte vor allem aus China, Saudi-Arabien und Indonesien.
2015 exportierte es Waren im Wert von 146 Mio. USD und zwar vor allem Häute, Felle und andere Viehzuchtprodukte vor allem nach Somalia, die USA und Jemen.
Schätzungen gehen davon aus, dass mindestens 15 Prozent der dschibutischen Steuereinnahmen aus dem Handel mit der Blätterdroge Khat stammen, von denen (Stand Februar 2021) täglich 15 Tonnen nach Dschibuti importiert werden.